# Kanton Colombes-Nord-Ouest
Kanton Colombes-Nord-Ouest (fr. Canton de Colombes-Nord-Ouest) je francouzský kanton v departementu Hauts-de-Seine v regionu Île-de-France. Tvoří ho severozápadní část města Colombes.